# 100,000年後の安全
『100,000年後の安全』（じゅうまんねんごのあんぜん、英語原題：Into Eternity）は、放射性廃棄物処理について描く、2010年のドキュメンタリー映画である。
なお、本作の監督は多数の出演作がある同名の俳優「マイケル・マドセン」とは別人。

## 概要
フィンランド西スオミ州サタクンタ県の自治体エウラヨキのオルキルオト島にある放射性廃棄物処理施設（オンカロ）が廃棄物で満杯になる予定の100年後までの安全性確保と、安全レベル到達に10万年を要することの危険性を後世に伝える困難を描いたドキュメンタリー映画である。人類の言語の歴史に照らして考えると、現存する言語のどれ一つとして10万年後の人類が使用している保証がないばかりか、解読不能になっている可能性もある。また、生物としてのヒト種が存続していたとしても文明が失われたり退化していた場合、物理学・医学・生物学の知識を必要とする放射能の危険性を伝えるのは困難を極める。10万年後の人類に対して、現生人類はいかに責任を負うべきなのかを考察していく。

## 日本公開
日本では当初2011年秋に公開予定だったが、東北地方太平洋沖地震による福島第一原子力発電所事故で脱原発が着目され、2011年4月2日に渋谷アップリンクで緊急公開されて以降、2011年10月までに全国70余の映画館で公開された。
DVDが2011年12月23日よりアップリンクより発売され、日本語版ナレーションは田口トモロヲが務め、視覚障害者用日本語音声ガイドが付いている。本作品をベースにした専門家解説書がかんき出版より2011年10月28日に発売されている。
NHK-BS1『BS世界のドキュメンタリー』にて短縮版の『地下深く 永遠（とわ）に 〜100,000年後の安全〜』（原題:Into Eternity）が2011年2月16日（23:00 - 23:50）に放送されているが、NHKオンデマンド配信は行われていない（放送時のタイトルは『地下深く 永遠（とわ）に 〜核廃棄物 10万年の危険〜』となっていたが、後に上記のタイトルに変更されている）。
2014年東京都知事選挙に合わせて、2014年1月22日正午から投票日の翌日2月10日正午まで、YouTubeにて無料配信された。

## 評価
- 2010年　アムステルダム国際ドキュメンタリー映画祭 (International Documentary Film Festival Amsterdam) 最優秀グリーンドキュメンタリー賞受賞
- 2010年　コペンハーゲン国際ドキュメンタリー映画祭 (Copenhagen International Documentary Festival) 有望監督賞受賞
- 2010年　パリ国際環境映画祭（Paris International Environmental Film Festival）グランプリ